# 西薩莫塞特 (佛羅里達州)
西薩莫塞特（英語：West Samoset）是位於美國佛羅里達州馬納提縣的一個人口普查指定地區。

## 地理
西薩莫塞特的座標為27°28′16″N 82°39′26″W / 27.47111°N 82.65722°W，而該地最高點為海拔高度12米（即39英尺）。

## 人口
根據2010年美國人口普查的數據，西薩莫塞特的面積為3.60平方千米，當中陸地面積為3.60平方千米，而水域面積為0.00平方千米。當地共有人口5583人，而人口密度為每平方千米1,550人。